# Radiant Silvergun
Radiant Silvergun (レイディアントシルバーガン, Reidianto Shirubāgan) é um jogo eletrônico shoot 'em up de movimentação vertical desenvolvido pela Treasure. Foi lançado originalmente para a plataforma de arcade ST-V em 1998 e foi portado para o Sega Saturn no mesmo ano. A versão de Saturn apresenta cutscenes adicionais feitas pelo estúdio de animação Gonzo. Subsequentemente, o título foi portado para o Xbox 360 através do serviço Xbox Live Arcade em 2011, com gráficos em alta definição e modo cooperativo on-line. Seu sucessor espiritual, Ikaruga, foi lançado em 2001.

## Jogabilidade
Radiant Silvergun possui um sistema de armas único e inovador, com sete armas disponíveis a qualquer momento. O jogador tem três botões para controlar as armas; a arma disparada depende da combinação de botões pressionados. De acordo com o produtor Hiroshi Iuchi, a principal inspiração para o design do jogo foi o Image Fight, um jogo arcade, de 1988, feito pela Irem.
Ao contrário da maioria dos shoot 'em ups, não existem power-ups. Todas as armas estão disponíveis desde o início. No entanto, as armas podem "subir de nível", tornando-se mais poderosas à medida que o jogador as usa para aumentar sua pontuação. Há uma seleção de sete armas que podem ser usadas a qualquer momento. O jogo recompensa os jogadores por acertar vários inimigos de apenas uma das três cores: vermelho, azul ou amarelo. Sempre que o jogador elimina três inimigos da mesma cor, ele pode obter um bônus de pontos. Isso também facilita um aprimoramento mais rápido das armas.
O jogo foi projetado para que haja, quase sempre, uma arma "certa" para qualquer situação. Os chefes do jogo foram projetados para que eles tenham múltiplas "seções" que, se forem todas destruídas antes do "núcleo" do chefe, premiarão os jogadores com bônus de pontos. Ser capaz de aplicar as armas certas em chefes diferentes é essencial para obter esses bônus. Por exemplo, um chefe pode ter duas seções localizadas em ambos os lados da tela. Você poderia imediatamente ir até uma delas e começar a atirar com a vulcan, ou pairar no centro e acertar ambas, ao mesmo tempo, com as side bombs. Isso aumentaria a possibilidade de obter o bônus antes que o limite de tempo acabasse e o chefe se autodestruísse.

## Enredo
No ano de 2146, um misterioso artefato em forma de octaedro dado nome de Stone-Like, juntamente com um robô desativado, foram desenterrados. O secretário de defesa da Terra, o Chefe Igarashi, ordena que o Stone-Like seja examinado. Enquanto isso, na atmosfera da Terra, dentro da nave espacial Tetra, o Comandante Tengai comanda Buster, Reana e Guy para testar os três novos protótipos de aeronaves de caça: Silverguns. De volta à Terra, Igarashi retransmite informações sobre Stone-Like e o robô, afirmando que esse possui o número de série 00104, o mesmo do robô a bordo do Tetra, o CREATOR 00104. Tengai não consegue acreditar que isso seja apenas uma coincidência (devido em parte a Igarashi provar que é, de fato, o mesmo robô), e conta com três pilotos Silvergun à disposição. De repente, o Stone-Like começa a causar problemas e destrói a instalação onde está sendo contido. À medida que domina as forças de defesa da Terra, o Stone-Like elimina toda a vida na Terra com um grandioso clarão. Somente a equipe da Tetra permanece ilesa, já que estavam na órbita do satélite. Um ano após a Terra ter sido destruída pelo Stone-Like, a Tetra, com pouco mantimento e combustível, faz seu retorno à Terra.
A história agora é contada de forma não linear, começando pela terceira fase do jogo, "Return". A Tetra voa de volta à Terra, e os três pilotos, em seus respectivos Silverguns, são enviados para investigar. Fase 2, "Reminiscence", é, na verdade, uma sequência de flashbacks, na qual o Tetra e os Silverguns dirigem-se para a sede de defesa da Terra, onde se encontra o Chefe Igarashi, antes do ataque de Stone-Like. Sabendo que é impossível parar o Stone-Like, Igarashi faz com que a Tetra e os Silverguns sigam rumo à órbita do satélite e escapem do Stone-Like. A fuga é bem sucedida, mas o mesmo não se pode dizer sobre a Terra e seus habitantes.
De volta ao presente, o Stone-Like, ciente da presença da Tetra e dos Silverguns, usa seu poder e comanda suas armas auto-fabricadas para que destruam as naves; fase 4, "Evasão", então se inicia. Percebendo a necessidade de saber mais sobre o Stone-Like, Tengai faz com que o Criador, o robô a bordo da Tetra, se dirija para a sede da defesa da Terra e reúna informações sobre ele, enquanto a Tetra e os Silverguns impedem as forças de Stone Like. No entanto, o Stone-Like não se deixa iludir pelo plano e se dirige diretamente para a sede também. Começa então a fase 5, "Vítima", com duas naves de combate gigantescas movendo-se lentamente à sede, com a intenção de impedir que o Criador tenha sucesso em sua missão. Os Silverguns destroem rapidamente os cruisers, mas o Stone-Like aparece e reduz a sede a cinzas. Pouco antes da construção entrar em colapso, Tengai pilota a Tetra e previne que a estrutura desmorone, permitindo que o Criador embarcasse em segurança no Silvergun de Reana. Pegando o Stone-Like desprevenido, Gai se entrega a uma tentativa suicida de destruir o artefato, mas não consegue, pois seu Silvergun desaparece ao entrar em contato com ele. Tengai ordena que Buster e Reana se dirijam ao espaço, enquanto ele faz um último esforço para tentar impedir o Stone-Like, assim como Gai fez. Com tudo aparentemente perdido, Buster convence Reana a se juntar a ele e tentar destruir o Stone-Like. Antes de entrarem no espaço, o Criador pede que eles deixem para trás alguma coisa deles, a vista já deixando claro que seria possível Buster e Reana não terem chances de vencer o Stone-Like, considerando as incontáveis vidas perdidas e seus amigos derrotados.
O Stone-Like, ao localizar Buster e Reana, combate-os em confronto direto no espaço, explicando brevemente que, devido à natureza propícia da humanidade à guerra e destruição, o apocalipse teve que ser provocado. A fase 6, "The Origin", é concluída com o  Stone-Like transportando os dois Silverguns e seus pilotos de volta no tempo, até o ano 100 000 A.C, logo após sua derrota. A fase 1, "Link", mostra o Stone-Like desencadeando seu poder em uma explosão cataclísmica. Quando Buster e Reana tentam escapar da explosão, são engolidos pela luz cegante, confirmando que os dois chegaram a morrer no processo. O final mostra o Criador, 20 anos no futuro, isolando-se dentro de uma instalação subterrânea na Terra, cheia de vida novamente, criando um clone de Buster e Reana, a partir dos seus fios de cabelo, os quais ele havia pedido a ambos antes da batalha final. O Stone-Like, agora desativado, tem seu poder esgotado devido à última batalha e se encontra na superfície da Terra renascida.
Nos últimos momentos antes de sua energia se esgotar, o Criador explica que o Stone-Like é o guardião da Terra; ele lida com o avanço da Terra, seus habitantes e seu modo de vida. Se ele julgar que as coisas devam começar novamente, Stone-Like destruirá a Terra e a recriará novamente, até que a humanidade perceba sua natureza e mude seu jeito antes de Stone-Like determinar as consequências (consequentemente poderia destruir o planeta inteiro). O propósito do Criador era sempre garantir que a humanidade sobreviveria, através de seus clones, e com essas palavras, o Criador para de funcionar e cai no chão se reduzindo em pedaços. Minutos depois os clones de Buster e Reana começam a acordar e sair de seus tubos de clonagem.
A história de Radiant Silvergun está disponível apenas no modo Saturn da versão Sega Saturn do jogo. O Modo Arcade e a versão original de arcade do Radiant Silvergun não incluem nenhuma das cutscenes ou dialógo, exceto por um slide show  no final do jogo, consistindo em imagens estáticas do vídeo de encerramento.

## Port de Xbox 360
Um port de Radiant Silvergun com visuais de alta definição aprimorados foi anunciado, no Tokyo Game Show 2010, e lançado para Xbox 360 através do serviço Xbox Live Arcade em 14 de setembro de 2011. Em vez de emular o Sega Saturn, o código-fonte foi usado para portar o jogo para o hardware do Xbox 360. Sprites foram redesenhados em alta definição com um blooming effect opcional, alpha blending real implementado (com falhas e, portanto, limitado no Saturn e no Titan hardware) e filtro de pós-processamento aplicado para melhorar a aparência do jogo. As opções para desativar qualquer ou todas essas melhorias gráficas estão inclusas, permitindo que os jogadores aproveitem o jogo da forma como ele era originalmente, se assim o desejarem. Assim como o port de Ikaruga para o Xbox Live Arcade, o campo de visão original do jogo 4: 3 é executado em pillarbox em uma proporção de tela de 16:9, realocando elementos da interface do usuário, tal como  a pontuação do jogador, nível da arma, e contador de acertos em sequência (novidade para este port do jogo) para o canto da tela,  junto ao novo HUD. No entanto, o HUD original do jogo também pode ser usado se o jogador desejar. Além disso, as cenas de anime apresentadas na versão Sega Saturn do jogo retornam, agora com legendas no idioma do sistema do Xbox 360. Outra característica especial do Radiant Silvergun de Xbox Live Arcade: ele inclui um "Modo Ikaruga" secreto, no qual o jogo usa a mesma mecânica de pontuação de seu sucessor espiritual, e que pode ser acessada ao desbloquear uma conquista dentro do Ikaruga. Por último, o jogo vem com as opções para jogar o modo cooperativo local ou online e ranking online com a capacidade de baixar e compartilhar replays no Xbox Live.

## Recepção
Retro Gamer incluiu a versão de Sega Saturn deste "shooter incrível que merece todo o seu elogio" na sua lista dos dez jogos importados essenciais ao Saturn: tudo em Radiant Silvergun é magnífico. A respeito dos gráficos, são espetaculares, com todos os tipos de truques extravagantes que levam o hardware do Saturn ao limite. Mecanicamente, também impressiona com um sistema de armas perfeitamente equilibrado, um sistema de pontuação codificado por cores que certamente seria aprimorado no sucessor espiritual, Ikaruga, além de alguns chefes incrivelmente desafiadores. Nem o lançamento digital na Xbox Live Arcade foi capaz de interromper as cópias originais do Saturn de serem vendidas. Nos sites de leilão, chegou a atingir um preço acima de R$ 700. Até 2003, a versão de Sega Saturn já tinha vendido 50 mil cópias.

## Leitura complementar
- "The making of... Radiant Silvergun "em Retro Gamer 96 (em inglês) (novembro de 2011).